# Веприк (притока Вари)
Веприк (рос. Веприк) — річка в Росії й Україні у Погарському й Новгород-Сіверському районах Брянської й Чернігівської областей. Ліва притока річки Вара (басейн Десни).

## Опис
Довжина річки приблизно 3,73 км, найкоротша відстань між витоком і гирлом — 3,15  км, коефіцієнт звивистості річки — 1,18 . Формується декількома безіменними струмками.

## Розташування
Бере початок на південно-східній стороні від села Барбино у заболоченій місцині. Тече переважно на південний схід і на північно-східній стороні від села Красний Хутір впадає у річку Вара, праву притоку Судості.

## Цікаві факти
- Річка тече через листяний ліс[1].